# Найтмьют (Аляска)
Найтмьют (англ. Nightmute, центр. юпик Negtemiut) — город в зоне переписи населения Бетел, штат Аляска, США. Население по данным переписи 2010 года составляет 280 человек.

## География
Город расположен на острове Нельсон, примерно в 25 км к востоку от города Токсук-Бей. Площадь города составляет 263,0 км², из них 251,0 км² — суша и 12,0 км² — открытые водные пространства.

## История
Город был инкорпорирован 30 апреля 1974 года.

## Население
По данным переписи 2000 года, население города составляло 208 человек. Расовый состав: коренные американцы — 91,83 %; белые — 5,29 % и представители двух и более рас — 2,88 %.
Из 47 домашних хозяйств в 61,7 % — воспитывали детей в возрасте до 18 лет, 53,2 % представляли собой совместно проживающие супружеские пары, в 17,0 % семей женщины проживали без мужей, 19,1 % не имели семьи. 10,6 % от общего числа семей на момент переписи жили самостоятельно, при этом 0 % составили одинокие пожилые люди в возрасте 65 лет и старше. В среднем домашнее хозяйство ведут 4,43 человек, а средний размер семьи — 5,03 человек.
Доля лиц в возрасте младше 18 лет — 41,3 %; лиц в возрасте от 18 до 24 лет — 13,5 %; от 25 до 44 лет — 28,4 %; от 45 до 64 лет — 12,0 % и лиц старше 65 лет — 4,8 %. Средний возраст населения — 22 года. На каждые 100 женщин приходится 108,0 мужчин; на каждые 100 женщин в возрасте старше 18 лет — 106,9 мужчин.
Средний доход на совместное хозяйство — $35 938; средний доход на семью — $36 250. Средний доход на душу населения — $9396. Около 7,1 % семей и 10,7 % населения живут за чертой бедности, включая 12,6 % лиц в возрасте младше 18 лет и 0 % лиц старше 65 лет.
Динамика численности населения города по годам:
| 1940 | 1950 | 1960 | 1970 | 1980 | 1990 | 2000 | 2010 |
| ---- | ---- | ---- | ---- | ---- | ---- | ---- | ---- |
| 78   | 27   | 237  | 127  | 119  | 153  | 208  | 280  |

## Транспорт
Город обслуживается аэропортом Найтмьют.

## В массовой культуре
Найтмьют является местом действия детективного триллера Кристофера Нолана «Бессонница» 2002 года. На самом деле фильм снимался в городке Сквомиш, расположенном в канадской привинции Британская Колумбия.